# Rucica
Rucica (biał. Руціца; ros. Рутица) – wieś na Białorusi, w obwodzie grodzieńskim, w rejonie korelickim, w sielsowiecie Krasna. Od wschodu graniczy z Koreliczami.
W dwudziestoleciu międzywojennym leżała w Polsce, w województwie nowogródzkim, w powiecie nowogródzkim.